# 比尔拉姆
比尔拉姆（Bilram），是印度北方邦Etah县的一个城镇。总人口12119（2001年）。

## 人口
该地2001年总人口12119人，其中男性6512人，女性5607人；0—6岁人口2146人，其中男1146人，女1000人；识字率29.11%，其中男性为36.66%，女性为20.35%。